# Петров, Александр Павлович (лейтенант)
Алекса́ндр Па́влович Петро́в (17 сентября 1923, с. Топальское, Тверская губерния — 12 октября 1943, с. Лютеж, Вышгородский район, Киевская область) — командир взвода 465-го стрелкового полка 167-й стрелковой дивизии 38-й армии Воронежского фронта, лейтенант, Герой Советского Союза (посмертно).

## Биография
Родился 17 сентября 1923 года в семье служащего. Русский. Семья переехала в город Халтурин Кировской области. Окончил девять классов средней школы № 1.
В Красной Армии с августа 1941 года. На фронтах Великой Отечественной войны с июля 1942 года. В 1943 году окончил курсы младших лейтенантов. Участник боёв на Курской дуге. Воевал на Калининском и Воронежском фронтах.
Командир взвода лейтенант А. П. Петров отличился при форсировании Днепра в ночь на 30 сентября 1943 года. Его взвод на лодке переправился через старое русло реки на песчаный островок, а с него на западный берег у села Вышгород (ныне город Киевской области) и закрепился на берегу. Утром гитлеровцы обнаружили советских воинов и пошли в контратаку. Многие были ранены и убиты, но взвод держался, пока не подошло подкрепление.
12 октября 1943 года погиб в бою за расширение плацдарма в районе села Лютеж Вышгородского района Киевской области. Похоронен в селе Лютеж.
Представлен к награждению званием Героя Советского Союза за мужество и героизм, проявленные при форсировании Днепра и удержании плацдарма на его правом берегу. Указом Президиума Верховного Совета СССР «О присвоении звания Героя Советского Союза генералам, офицерскому, сержантскому и рядовому составу Красной Армии» от 10 января 1944 года за «образцовое выполнение боевых заданий командования на фронте борьбы с немецко-фашистскими захватчиками и проявленные при этом отвагу и геройство» удостоен посмертно звания Героя Советского Союза.

## Память

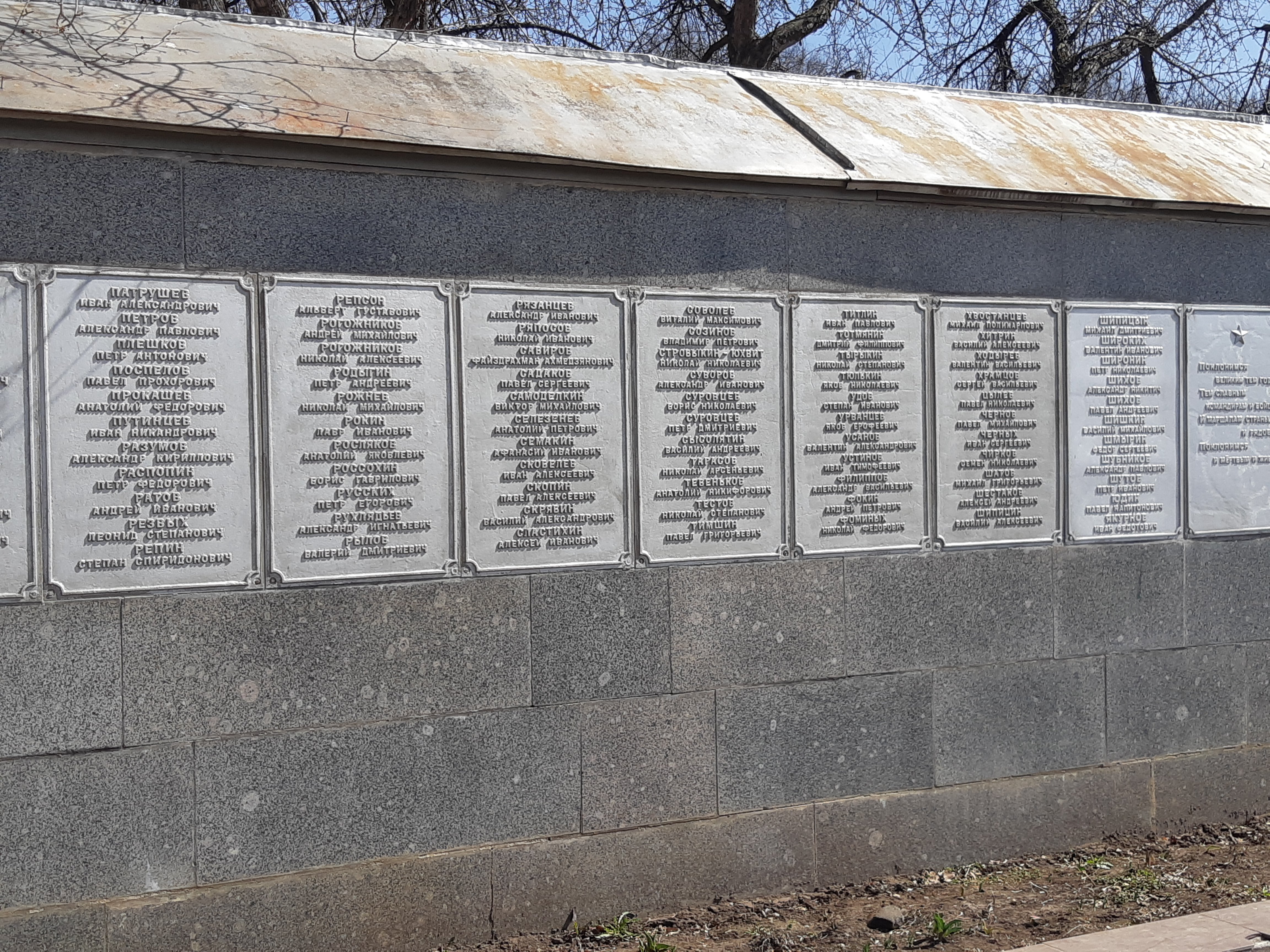
Имя Героя на мемориальной доске в парке г. Кирова

- Имя Героя на мемориальной доске в парке дворца пионеров г. Кирова
- Имя Героя высечено золотыми буквами в зале Славы Центрального музея Великой Отечественной войныв Парке Победы г. Москва.
- Бюст и мемориальная доска в селе Лютеж.
- Именем Героя названа улица в селе Максатиха.